# Detective K – Im Auftrag des Königs
Detective K – Im Auftrag des Königs (Originaltitel: Joseon-myeongtamjeong: Gaksitugukkot-ui Bimil, dt. ‚Joseon-Detektiv: Geheimnis des Wolfswurz‘) ist eine Kriminalkomödie des südkoreanischen Regisseurs Kim Seok-yun. Der Film basiert auf einem Roman von Kim Takhwan. In Deutschland wurde der Film am 13. Januar 2012 veröffentlicht.
2015 erschien mit Detective K: Secret of the Lost Island der zweite Teil der Reihe.

## Handlung
Im Jahr 1782 im Korea der Joseon-Dynastie bleiben nach einer Verschwörung die Steuereinnahmen aus. König Jeongjo setzt daraufhin seinen engsten vertrauten als Obersten Königlichen Ermittler ein, um den Fall aufzuklären. Als er den Fall eines Regierungsbeamten, der Steuergelder unterschlägt, aufklärt, trifft er auf Han Seo-pil. Zuvor versuchte der Beamte, ihm das Verbrechen unterzuschieben. Als Detective K den Beamten im Gefängnis befragen möchte, ist dieser bereits tot. In seinem Hinterkopf befindet sich eine große Nadel. Außerdem hat er Pusteln, die von Eisenhut stammen. Deshalb entscheidet er, sich auf den Weg nach Jeokseong (赤城) zu machen, wo Eisenhut wächst. Allerdings findet ihn ein Wächter in der Zelle mit der Mordwaffe und hält ihn für den Mörder.
So wird Detective K festgenommen und in einer Gefängniszelle mit Seo-pil untergebracht. Dieser sollte eigentlich schon entlassen worden sein, allerdings fühlte sich der zuständige Beamte nicht so gut und ging nach Hause. Seo-pil, der die Fähigkeiten eines Hundes besitzt, gräbt sich aus der Zelle heraus und Detective K folgt ihm. Dabei sehen beide einen verdächtig aussehenden Mann, werden aber selbst von den Wächtern entdeckt und gejagt. Allerdings können beide erfolgreich flüchten. Seo-pil fühlt sich daraufhin Detective K verpflichtet. Detective K sucht zunächst König Jeongjo auf, der ihm dem Fall entzieht, da er aus dem Gefängnis ausgebrochen ist. Stattdessen solle er im Fall der tugendsamen Witwe ermitteln, die jedoch ebenfalls in Jeokseong beheimatet war. Detective K sieht dies als Wink, insgeheim doch im Fall der Steuerhinterziehung der Beamten zu ermitteln.
Zuvor wird Detective K von Minister Lim ausgesucht. Die tugendsame Witwe sei die Frau seines Sohnes gewesen. Er bittet Detective K, dass ihr Leben und Tod nicht durch das Christentum beschmutzt werde. In Jeokseong sucht Detective K mit Seo-pil nach weiteren Indizien. Dabei stoßen sie auf den Händler, Meister Han. Die Nadel, mit der der Beamte ermordet wurde, stamme aus China und nur Han könne diese importiert haben. Allerdings zeigt sich Han nie der Öffentlichkeit und es gestaltet sich schwierig, an die Person heranzukommen. Derweil erfahren sie auch von der tugendsamen Witwe, die sich rührend um ihren Mann kümmerte, als dieser krank wurde, und sich auch stets gut um die Schwiegereltern kümmerte. Nach seinem Tod soll sie aber Selbstmord begangen haben. Doch bei seinen Ermittlungen findet er heraus, dass die tugendsame Witwe für das ganze Dorf da war und nach einer Welt der Gleichheit strebte. Ihr gehörten die Felder, auf denen Eisenhut angebaut wurde. Detective K kommt zu dem Schluss, dass die Fälle zusammenhängen müssen und dass die tugendsame Witwe nicht wie eine Person wirke, die Selbstmord begeht.
Es stellt sich heraus, dass Han Gaek-joo in Wahrheit die tugendsame Witwe ist. Minister Lim fand heraus, dass sie und sein Sohn zum Christentum konvertiert sind, eine ketzerische Tat. Außerdem unterschlug er auch die Steuern und ließ jeden töten, der aufgeflogen ist, damit ihn niemand verraten kann. Lim hat derweil herausgefunden, dass Detective K ihn durchschaut hat. Zudem hat Detective K die Aufzeichnungen der Witwe gefunden, die die Machenschaften von Lim dokumentierte. Lim veranlasst daraufhin die Ermordung des Detektivs. Doch er kann entkommen. Han, Seo-pil und Detective K, stellen Lim zur Rede. Allerdings haben sich seine Leute versteckt und schützen Lim. Schließlich kommen der König und seine Soldaten. Somit wird der Fall abgeschlossen.

## Synchronisation
| Rolle                       | Darsteller    | Synchronsprecher  |
| --------------------------- | ------------- | ----------------- |
| Detective K                 | Kim Myung-min | Martin May        |
| Han Gaek-joo / Lee Ah-yeong | Han Ji-min    | Josephine Schmidt |
| Minister Lim                | Lee Jae-yong  | Sven Dahlem       |
| Seopil                      | Oh Dal-su     | Achim Buch        |

## Rezeption
Detective K lief am 27. Januar 2011 in den südkoreanischen Kinos an und erreichte insgesamt über 4,7 Millionen Zuschauer. Das Lexikon des Internationalen Films schrieb: „Opulent ausgestatteter Historienfilm als etwas zu wüster Genre-Mix, der sein Potenzial zwar nicht ausschöpft, aber als fernöstliche Sherlock-Holmes-Variante durchaus unterhält.“ Russell Edwards von der Variety besprach den Film positiv und verglich Detective K mit Sherlock Holmes und Inspektor Clouseau. Die Musik passe zu den Witzen und dem Tempo des Films und die Kameraarbeit führe die hohen Standards koreanischer Produktionen fort.